# Salinització

Esquema de la penetració de l'aigua salada i la formació de la lent de Ghyben-Herzberg

La salinització és el procés que fa esdevenir alguna cosa salina; és a dir, que contingui sal.

## Particularitats
Així, hom parla de salinització d'un aqüífer quan l'aigua que conté esdevé salada, de manera que es torna inaprofitable per al consum urbà o agrícola.
En un aqüífer en una zona costanera l'aigua dolça estarà en contacte amb l'aigua del mar i, si no circulés, s'anirien barrejant fins que l'aigua de l'aqüífers es tornés tant salada com la del mar. Normalment, l'aqüífer es recarrega per l'aigua dolça que s'hi infiltra per la pluja o des d'algun riu proper (cas dels aqüífer dels deltes) o per l'aportació de rieres, de manera que hi ha una circulació d'aigua en direcció al mar que impedeix la barreja d'aigua dolça i salada dins l'aqüífer i s'evita la salinització. De fet, si la recàrrega és prou abundosa, pot ser que sigui l'aigua del mar, prop de la costa, la que esdevingui més o menys dolça: això passa sobretot amb aqüífers càrstics, en què la circulació es concentra en canals i coves excavats dins del massís que donen surgències submarines (de la mateixa manera que en terra produeixen fonts).
Ara bé, si l'aqüífer és explotat (amb pous) extraient-ne més aigua que la que hi arriba amb la seva recàrrega, la circulació passa a ser del mar cap a l'aqüífer (o sigui, cap als pous, que estan xuclant l'aigua del seu voltant) i l'aigua de l'aqüífer se salinitza.